# استان غوبی‌آلتای
استان غوبی‌آلتای (به زبان مغولی: Говь-Алтай аймаг، [Govʹ-Altaj ajmag]؛ ᠭᠣᠪᠢ ᠠᠯᠲᠠᠢ ᠠᠶᠢᠮᠠᠭ، [ɣobi altai ayimaɣ]) یک استان در کشور مغولستان است.

## خصوصیات
استان غوبی‌آلتای ۱۴۱٬۴۴۷٫۶۷ کیلومترمربع مساحت و ۵۷٬۴۵۸ نفر جمعیت دارد.